# Одбрамбени играч (фудбал)
Одбрамбени играч је играч у фудбалском тиму чије основни задатак да заустави противнички напад. У распореду играча на терену, одбрамбени играчи играју у линији најближој голману.

## Центархалф
- Категорија:Одбрамбени играчи у фудбалу

Центархалф (од енгл.  — „центар-половина”) се још назива и централни бек, централни одбрамбени играч или штопер. Његово име и указује да он игра у средишту одбране. Основни му је задатак да спречи противничког нападача да се нађе у шанси и постигне гол. Поред тога, када дође у посед лопте, потребно је да што пре и што сигурније изнесе лопту из свог шеснаестерца.
У зависности од формације у којој екипа игра, на терену се најчешће налазе два (ако екипа игра са четири играча у одбрани) или три штопера (ако екипа игра са три играча у одбрани). Сваки од штопера може бити задужен за тачно одређеног противничког нападача којег треба да чува. У модерном фудбалу, већина тимова се одлучује за зонску одбрану, у којој сваки штопер води рачуна о нападачу који се налази у његовој зони одговорности.
Некада се од њих очекивало да само што пре и што даље избаце лопту од свог гола, међутим у данашњем фудбалу се пред њих постављају бројни технички и тактички захтеви. Они учествују у зачетку нападачких акција својих екипа, дугим пасевима упошљавају своје нападаче и учествују у нападачким акцијама приликом прекида.

## Либеро
Либеро је слободнија верзија централног одбрамбеног играча. Нема тачно одређеног нападача кога треба да чува већ игра иза одбрамбених играча и исправља њихове грешке. Веома често учествују у контранападима и започињу нападачке акције својих екипа.

## Бек
- Категорија:Леви бекови у фудбалу
- Категорија:Десни бекови у фудбалу

Бек (од енгл.  — „позадина”) је генерални назив за одбрамбеног играча. Некада је основни задатак бека био искључиво да заустави противничко крило, међутим у модерном фудбалу од њих се све више очекује да учествују у нападу. Њихови офанзивни задаци се састоје у томе да они продиру по крилу и упућују центаршутеве у противнички шеснаестерац. Такође пружају подршку својим крилним нападачима стварајући вишак на тој страни напада.

### Спољни играч
Задатак спољних играча јесте да покривају читаву страну терена на којој играју. Најчешће су распоређени у формацијама које подразумевају три централна одбрамбена играча у последњој линији и у зависности од поставке на терену могу деловати истуреније или затвореније, уколико је тактика превасходно опредељена ка одбрани свог гола. Неретко се играч на тој позицији назива и крило-бек, бек-крило или крилни бек као дословни преводи енглеског термина wing-back. Тренери који примењују тактику са спољним играчима на такав начин покушавају да добију ширину у игри екипе и играча више на противничкој половини терена. Међутим, због брзе транзиције то захтева физички добро припремљене играче. Иако су на ту позицију чешће спуштани крилни играчи, било је и обратних случајева. Гарет Бејл, који је на почетку каријере наступао као леви бек или леви спољни фудбалер, афирмисао се као крилни играч.
Роберто Карлос, чији се стил игре сматра зачећем модерних бекова, играо је доста истуреније у односу на своју основну позицију и тако стварао вишак на противничкој половини. Међу фудбалерима који су такође наступали као спољни играчи су и Кафу, Сержињо, Андреас Бреме, Антонио Бенариво, Анђело ди Ливио, Силвињо, Дани Алвес...
У поставци Ливерпула, коју је применио Јирген Клоп, бочни одбрамбени фудбалери добили су улогу да помажу у вршењу високог пресинга и делују истуреније приликом нападачких акција своје екипе. Тиме су Трент Александер Арнолд и Ендру Робертсон приликом транзиција у формацију 2-3-5 деловали као крилни фудбалери, док сe Мохамеду Салаху и Садиу Манеу омогућавало да играју „контра ногом” и директно нападају гол. То је притом подразумевало да играчи средине терена покривају простор у одбрани који се отварао високом поставком бекова. На тај начин су 2019. освојили Лигу шампиона. Антонио Конте је адаптирао систем 3-5-2 као своју препознатљиву формацију, а користио је и другачије тактике у којима је постављао спољне играче.
Услед недостатка одговарајућих решења на бековским позицијама, селектор Фудбалске репрезентације Србије, Драган Стојковић, применио је формацију са нападачки оријентисаним спољним играчима. На такав начин изборио је пласман на Светско првенство у фудбалу 2022. и остварио прво место у групи групи Б4 Лиге нација. На спољним позицијама наступали су Дарко Лазовић и Филип Костић, који су играли на тим позицијама у претходном периоду клупске каријере, али и још неколико фудбалера.